# اونيغيري سنبي

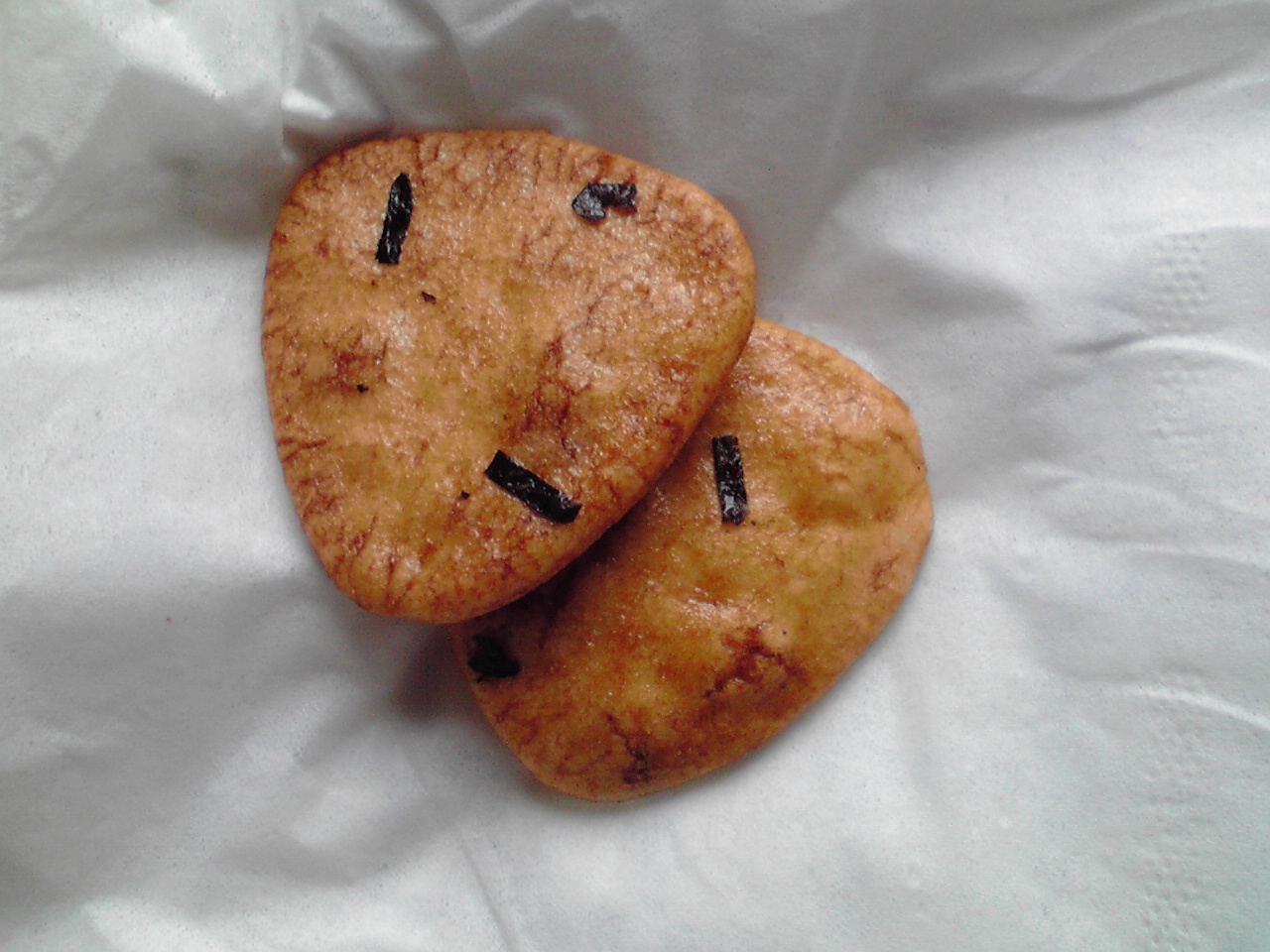
اونيغيري سينباي

اونيغيري سينباي باليابانية (お に ぎ り せ ん べ い) هي عبارة عن كرة أرز يابانية (" اونيغيري ") بنكهة صلصة الصويا. تم إنتاجه بواسطة ماسويا باليابانية (マ ス ヤ) بالإنجليزية Masuya.